# Ionuț Zincă
Ionuț Alin Zincă, né le 20 juin 1983 à Plopeni, est un orienteur et coureur de fond roumain spécialisé en course en montagne et skyrunning. Il est multiple champion des Balkans de course d'orientation et double champion des Balkans de course en montagne. Il a remporté la médaille de bronze aux championnats d'Europe de course en montagne 2012, au Challenge mondial de course en montagne longue distance 2013 et en course d'orientation longue distance aux Jeux mondiaux militaires d'été de 2019.

## Biographie
Il débute la course d'orientation dans sa jeunesse mais ce sport ne lui permettant pas de vivre en tant que sportif professionnel en Roumanie, il émigre à Vitoria dans le Pays basque en 2003 et découvre les sports de montagne.
Il se révèle en 2011, en s'illustrant dans ses deux disciplines. Le 12 juin, il domine la course des championnats des Balkans de course en montagne à Dimitrovgrad et remporte son premier titre balkanique en s'imposant avec près de 2 minutes d'avance sur ses concurrents turcs. Le 16 août, il signe son meilleur résultat aux championnats du monde de course d'orientation en terminant cinquième du sprint à Savoie Grand Revard. En septembre, il décroche ses premiers titres balkaniques en course d'orientation en s'imposant sur les distances sprint et longue à Krouchevo. Il conclut sa saison en obtenant la septième place aux championnats du monde de course en montagne à Tirana.
Le 7 juillet 2012, il effectue une bonne course pour terminer sur la troisième marche du podium aux Championnats d'Europe de course en montagne à Pamukkale derrière le duo Turc triomphant. Cette année, il se met au skyrunning et décroche d'emblée ses premiers succès en remportant la Stava SkyRace et le Red Rock SkyMarathon. Il se classe deuxième de l'édition inaugurale de la La Sportiva Gore-Tex Mountain Running Cup derrière Luis Alberto Hernando.
Lors du Challenge mondial de course en montagne longue distance 2013 à Szklarska Poręba, il prend un départ canon et se retrouve à la lutte avec le Slovène Mitja Kosovelj. Ionuț lâche ensuite du terrain et se fait doubler par le Gallois Andrew Davies en fin de course, devant se contenter de la médaille de bronze. Il remporte le classement général de la La Sportiva Gore-Tex Mountain Running Cup avec trois victoires à Arratzu Urdaibai, au Giir di Mont et au Red Rock SkyMarathon.
Le 11 avril 2014, il signe son meilleur résultat aux championnats d'Europe de course d'orientation à Palmela en terminant neuvième de la longue distance. Le 10 août, il termine sixième de Sierre-Zinal qui voit plusieurs orienteurs terminer dans le top 10 avec François Gonon quatrième, David Schneider septième et Mårten Boström neuvième. Le 18 octobre, il remporte la course Gorbeia Suzien pour la troisième fois consécutive. L'événement comptant également comme championnats d'Espagne de skyrunning, Ionuț décroche le titre. Il se classe deuxième du classement Sky de la Skyrunner World Series grâce à sa deuxième place à la Dolomites SkyRace et à ses top 6 à Zegama-Aizkorri et Sierre-Zinal.
Il se blesse en 2017 et passe l'année hors des compétitions pour récupérer. Il retourne vivre en Roumanie l'année suivante et avec sa femme, ouvre son propre magasin de sport à Brașov.
Il ne délaisse pas pour autant la course d'orientation et participe régulièrement aux championnats de Roumanie où il détient plus d'une vingtaine de titres, tous formats confondus. En octobre 2019, il participe aux Jeux mondiaux militaires d'été et effectue une course remarquable pour remporter la médaille de bronze sur la distance longue derrière le Russe Dmitry Tsvetkov et le Français Frédéric Tranchand.

## Palmarès en course d'orientation

### Jeux mondiaux militaires
- Médaille de bronze en 2019 à Wuhan (Chine) en moyenne distance

### Championnats des Balkans de course d'orientation
- Médaille de bronze en 2007 en moyenne distance
- Médaille d'or en 2011 en sprint
- Médaille d'or en 2011 en longue distance
- Médaille d'or en 2012 en relais
- Médaille d'argent en 2012 en sprint
- Médaille d'argent en 2012 en longue distance
- Médaille de bronze en 2012 en moyenne distance
- Médaille d'or en 2013 en sprint
- Médaille d'argent en 2013 en relais
- Médaille d'or en 2014 en sprint
- Médaille d'or en 2014 en longue distance
- Médaille d'or en 2014 en moyenne distance
- Médaille d'or en 2014 en relais
- Médaille d'or en 2015 en longue distance
- Médaille d'argent en 2015 en relais
- Médaille de bronze en 2015 en sprint

## Palmarès en athlétisme

### Course en montagne
| no  | masculin           | Course                                                         | Longueur | Départ            | Temps           |
| --- | ------------------ | -------------------------------------------------------------- | -------- | ----------------- | --------------- |
| 2e  | Médaille d'argent  | Championnats des Balkans de course en montagne                 | 12,9 km  | 21 mai 2009       | 57 min 29 s     |
| 1re | Médaille d'or      | Championnats de Roumanie de course en montagne                 | 12 km    | 10 octobre 2009   | 53 min 17 s     |
| 1re | Médaille d'or      | Championnats des Balkans de course en montagne                 | 11,4 km  | 12 juin 2011      | 45 min 46 s     |
| 1re | Médaille d'or      | Championnats de Roumanie de course en montagne                 | 12 km    | 27 août 2011      |                 |
| 7e  | 7e                 | Championnats du monde de course en montagne                    | 13,5 km  | 11 septembre 2011 | 54 min 52 s     |
| 3e  | Médaille de bronze | Championnats d'Europe de course en montagne                    | 12,2 km  | 7 juillet 2012    | 50 min 19 s     |
| 3e  | Médaille de bronze | Challenge mondial de course en montagne longue distance        | 44 km    | 3 août 2013       | 3 h 14 min 0 s  |
| 1re | Médaille d'or      | Championnats de Roumanie de course en montagne                 | 13,5 km  | 10 août 2013      |                 |
| 4e  | 4e                 | Championnats d'Europe de course en montagne                    | 12,8 km  | 12 juillet 2014   | 56 min 45 s     |
| 2e  | Médaille d'argent  | Fletta Trail                                                   | 21 km    | 3 août 2014       | 1 h 28 min 47 s |
| 6e  | 6e                 | Sierre-Zinal                                                   | 31 km    | 10 août 2014      | 2 h 27 min 12 s |
| 10e | 10e                | Challenge mondial de course en montagne longue distance        | 21,4 km  | 16 août 2014      | 2 h 21 min 21 s |
| 1re | Médaille d'or      | Championnats de Roumanie de course en montagne                 | 12 km    | 23 août 2014      |                 |
| 1re | Médaille d'or      | Championnats des Balkans de course en montagne                 | 12,8 km  | 15 août 2015      | 1 h 1 min 18 s  |
| 3e  | Médaille de bronze | Championnats des Balkans de course en montagne                 | 12,54 km | 8 juin 2016       | 56 min 45 s     |
| 7e  | 7e                 | Championnats du monde de course en montagne longue distance    | 36 km    | 24 juin 2018      | 2 h 46 min 6 s  |
| 1re | Médaille d'or      | Championnats de Roumanie de course en montagne courte distance | 12,5 km  | 4 août 2018       | 1 h 8 min 56 s  |
| 1re | Médaille d'or      | Championnats de Roumanie de course en montagne courte distance | 12 km    | 21 septembre 2019 | 57 min 51 s     |
| 2e  | Médaille d'argent  | Championnats des Balkans de course en montagne                 | 12 km    | 24 octobre 2020   | 1 h 0 min 33 s  |
| 9e  | 9e                 | Coupe des nations de la WMRA                                   | 19 km    | 31 octobre 2021   | 1 h 24 min 1 s  |
| 2e  | Médaille d'argent  | Championnats des Balkans de course en montagne                 | 12 km    | 14 mai 2022       | 59 min 38 s     |

### Skyrunning
| no  | masculin          | Course                                        | Longueur | Départ           | Temps           |
| --- | ----------------- | --------------------------------------------- | -------- | ---------------- | --------------- |
| 2e  | Médaille d'argent | Carrera Alto Sil                              | 29 km    | 18 mars 2012     | 2 h 21 min 35 s |
| 1re | Médaille d'or     | Stava SkyRace                                 | 24,7 km  | 24 juin 2012     | 2 h 18 min 36 s |
| 2e  | Médaille d'argent | Dolomites SkyRace                             | 22 km    | 22 juillet 2012  | 2 h 6 min 31 s  |
| 1re | Médaille d'or     | Red Rock SkyMarathon                          | 46 km    | 5 août 2012      | 4 h 20 min 50 s |
| 2e  | Médaille d'argent | SkyRace Becca di Nona                         | 27 km    | 2 septembre 2012 | 2 h 30 min 37 s |
| 1re | Médaille d'or     | Gorbeia Suzien Eguzkilore                     | 28 km    | 13 octobre 2012  | 2 h 29 min 24 s |
| 1re | Médaille d'or     | Tuga Arratzu Urdaibai                         | 30 km    | 27 avril 2013    | 2 h 36 min 47 s |
| 1re | Médaille d'or     | KM Vertical La Bobia                          | 4 km     | 16 mars 2013     | 30 min 55 s     |
| 1re | Médaille d'or     | Carrera Alto Sil                              | 32 km    | 17 mars 2013     | 3 h 2 min 42 s  |
| 2e  | Médaille d'argent | Stava SkyRace                                 | 24,7 km  | 30 juin 2013     | 2 h 21 min 34 s |
| 4e  | 4e                | Championnats d'Europe de skyrunning - SkyRace | 22 km    | 21 juillet 2013  | 2 h 7 min 26 s  |
| 1re | Médaille d'or     | Giir di Mont                                  | 32 km    | 28 juillet 2013  | 3 h 20 min 3 s  |
| 1re | Médaille d'or     | Red Rock SkyMarathon                          | 37,5 km  | 25 août 2013     | 3 h 4 min 13 s  |
| 2e  | Médaille d'argent | Limone Extreme SkyRace                        | 23 km    | 13 octobre 2013  | 2 h 18 min 27 s |
| 1re | Médaille d'or     | Gorbeia Suzien                                | 28 km    | 19 octobre 2013  | 2 h 28 min 27 s |
| 1re | Médaille d'or     | Trentapassi SkyRace                           | 17 km    | 18 mai 2014      | 1 h 39 min 31 s |
| 4e  | 4e                | Zegama-Aizkorri                               | 42,2 km  | 25 mai 2014      | 3 h 53 min 14 s |
| 1re | Médaille d'or     | Retezat SkyRace                               | 28 km    | 21 juin 2014     | 3 h 7 min 9 s   |
| 2e  | Médaille d'argent | Dolomites SkyRace                             | 22 km    | 20 juillet 2014  | 2 h 5 min 20 s  |
| 2e  | Médaille d'argent | Giir di Mont                                  | 32 km    | 27 juillet 2014  | 3 h 21 min 19 s |
| 1re | Médaille d'or     | Gorbeia Suzien Mediolanum                     | 30 km    | 18 octobre 2014  | 2 h 46 min 16 s |
| 9e  | 8e                | Championnats d'Europe de skyrunning - SkyRace | 42,2 km  | 17 mai 2015      | 4 h 8 min 59 s  |
| 1re | Médaille d'or     | Trentapassi SkyRace                           | 17 km    | 24 mai 2015      | 1 h 41 min 43 s |
| 1re | Médaille d'or     | Retezat SkyRace                               | 28 km    | 20 juin 2015     | 3 h 3 min 51 s  |
| 2e  | Médaille d'argent | Dolomites SkyRace                             | 22 km    | 19 juillet 2015  | 2 h 3 min 18 s  |
| 2e  | Médaille d'argent | Giir di Mont                                  | 32 km    | 26 juillet 2015  | 3 h 9 min 21 s  |
| 4e  | 4e                | Matterhorn Ultraks 46K                        | 46 km    | 22 août 2015     | 5 h 0 min 43 s  |
| 2e  | Médaille d'argent | Trentapassi SkyRace                           | 17 km    | 8 mai 2016       | 1 h 37 min 17 s |
| 6e  | 6e                | Giir di Mont                                  | 32 km    | 29 juillet 2018  | 3 h 32 min 17 s |
| 5e  | 5e                | Giir di Mont                                  | 21 km    | 30 juillet 2019  | 2 h 23 min 24 s |